# 博格韦德尔
博格韦德尔（德語：Borgwedel）是德国石勒苏益格－荷尔斯泰因州的一个市镇。总面积9.96平方公里，总人口725人，其中男性338人，女性387人（2011年12月31日），人口密度73人/平方公里。